# Selección de fútbol de Serbia y Montenegro
La selección de fútbol de Serbia y Montenegro (entre 1992 y 2003, Selección de la República Federal de Yugoslavia) fue el equipo que representó a dicho país en competiciones internacionales. Controlada por la Asociación de Fútbol de Serbia y Montenegro, fue miembro de la UEFA.
Tras el desmembramiento de Yugoslavia en 1991, las repúblicas socialistas de Serbia y Montenegro conformaron la República Federal de Yugoslavia, estado que cambió de nombre al de Serbia y Montenegro en 2003. 
Los jugadores serbios y montenegrinos, anteriormente a esta división, jugaban con la selección de fútbol de Yugoslavia, la que es considerada por la FIFA como la antecesora oficial de Serbia y Montenegro, pero este artículo contiene los datos de la selección de Serbia y Montenegro (2003-2006).
La selección de Serbia y Montenegro no tuvo el éxito de su antecesor: tras una desastrosa campaña para la Eurocopa 2004, Serbia y Montenegro parecía resurgir luego de una brillante eliminatoria para la Copa Mundial de 2006, sin haber cosechado ni una derrota y habiendo recibido solamente un gol.
Sin embargo, el 3 de junio de 2006, Montenegro declaró oficialmente su independencia, y el día 5 de ese mes, se declaró oficialmente la disolución de dicha federación. Aunque el país había desaparecido, el equipo de Serbia y Montenegro se mantuvo para disputar la competición mundialista, siendo esta la única participación de un país inexistente en una Copa del Mundo. La selección tuvo un pobre desempeño, siendo derrotada por sus tres rivales de grupo: Países Bajos por 1-0, Argentina por 6-0, y Costa de Marfil por 3-2.
Tras el fin de la Copa Mundial de Fútbol, la selección serbomontenegrina fue totalmente disuelta, siendo reemplazada por la selección de Serbia. Por su parte, Montenegro creó su propia federación y, por ende, una nueva selección. El hecho se consumó el 28 de junio de 2006, cuando formalmente la Asociación de Fútbol de Serbia y Montenegro fue reemplazada por la Asociación de Fútbol de Serbia.

## Estadísticas
Para las actuaciones precedentes a Serbia y Montenegro, véase Yugoslavia

### Copa Mundial de Fútbol
| Copa Mundial de Fútbol               | Copa Mundial de Fútbol               | Copa Mundial de Fútbol               | Copa Mundial de Fútbol               | Copa Mundial de Fútbol               | Copa Mundial de Fútbol               | Copa Mundial de Fútbol               | Copa Mundial de Fútbol               |
| Año                                  | Ronda                                | J                                    | G                                    | E                                    | P                                    | GF                                   | GC                                   |
| Como República Federal de Yugoslavia | Como República Federal de Yugoslavia | Como República Federal de Yugoslavia | Como República Federal de Yugoslavia | Como República Federal de Yugoslavia | Como República Federal de Yugoslavia | Como República Federal de Yugoslavia | Como República Federal de Yugoslavia |
| ------------------------------------ | ------------------------------------ | ------------------------------------ | ------------------------------------ | ------------------------------------ | ------------------------------------ | ------------------------------------ | ------------------------------------ |
| 1994                                 | Suspendido por la ONU                | Suspendido por la ONU                | Suspendido por la ONU                | Suspendido por la ONU                | Suspendido por la ONU                | Suspendido por la ONU                | Suspendido por la ONU                |
| 1998                                 | Octavos de final                     | 4                                    | 2                                    | 1                                    | 1                                    | 5                                    | 4                                    |
| 2002                                 | No clasificó                         | No clasificó                         | No clasificó                         | No clasificó                         | No clasificó                         | No clasificó                         | No clasificó                         |
| Como Serbia y Montenegro             |                                      |                                      |                                      |                                      |                                      |                                      |                                      |
| 2006                                 | Fase de grupos                       | 3                                    | 0                                    | 0                                    | 3                                    | 2                                    | 10                                   |
| Véase Selección de fútbol de Serbia  |                                      |                                      |                                      |                                      |                                      |                                      |                                      |
| Total                                | 2/4                                  | 7                                    | 2                                    | 1                                    | 4                                    | 7                                    | 14                                   |

### Eurocopa
| Eurocopa                             | Eurocopa                             | Eurocopa                             | Eurocopa                             | Eurocopa                             | Eurocopa                             | Eurocopa                             | Eurocopa                             |
| Año                                  | Ronda                                | J                                    | G                                    | E                                    | P                                    | GF                                   | GC                                   |
| Como República Federal de Yugoslavia | Como República Federal de Yugoslavia | Como República Federal de Yugoslavia | Como República Federal de Yugoslavia | Como República Federal de Yugoslavia | Como República Federal de Yugoslavia | Como República Federal de Yugoslavia | Como República Federal de Yugoslavia |
| ------------------------------------ | ------------------------------------ | ------------------------------------ | ------------------------------------ | ------------------------------------ | ------------------------------------ | ------------------------------------ | ------------------------------------ |
| 1996                                 | Suspendido por la ONU                | Suspendido por la ONU                | Suspendido por la ONU                | Suspendido por la ONU                | Suspendido por la ONU                | Suspendido por la ONU                | Suspendido por la ONU                |
| 2000                                 | Cuartos de final                     | 4                                    | 1                                    | 1                                    | 2                                    | 8                                    | 13                                   |
| Como Serbia y Montenegro             |                                      |                                      |                                      |                                      |                                      |                                      |                                      |
| 2004                                 | No clasificó                         | No clasificó                         | No clasificó                         | No clasificó                         | No clasificó                         | No clasificó                         | No clasificó                         |
| Véase Selección de fútbol de Serbia  |                                      |                                      |                                      |                                      |                                      |                                      |                                      |
| Total                                | 1/3                                  | 4                                    | 1                                    | 1                                    | 2                                    | 8                                    | 13                                   |

## Récord ante otras selecciones (1992-2006)
| País                 | J | G | E | P |
| -------------------- | - | - | - | - |
| Argentina            | 4 | 1 | 0 | 3 |
| Azerbaiyán           | 2 | 0 | 1 | 1 |
| Bangladés            | 1 | 1 | 0 | 0 |
| Bélgica              | 2 | 1 | 1 | 0 |
| Bosnia y Herzegovina | 5 | 3 | 2 | 0 |
| Brasil               | 3 | 0 | 1 | 2 |
| Bulgaria             | 2 | 0 | 1 | 1 |
| China                | 3 | 3 | 0 | 0 |
| Colombia             | 1 | 0 | 1 | 0 |
| Croacia              | 2 | 0 | 2 | 0 |
| República Checa      | 3 | 2 | 0 | 1 |
| Ecuador              | 1 | 0 | 0 | 1 |
| El Salvador          | 1 | 1 | 0 | 0 |
| Egipto               | 1 | 0 | 1 | 0 |
| Inglaterra           | 1 | 0 | 0 | 1 |
| Islas Feroe          | 4 | 4 | 0 | 0 |
| Finlandia            | 2 | 1 | 0 | 1 |
| Francia              | 1 | 0 | 0 | 1 |
| Alemania             | 2 | 0 | 1 | 1 |
| Ghana                | 1 | 1 | 0 | 0 |
| Grecia               | 2 | 1 | 1 | 0 |
| Hungría              | 2 | 2 | 0 | 0 |
| Irán                 | 1 | 1 | 0 | 0 |
| Israel               | 1 | 0 | 0 | 1 |
| Italia               | 3 | 0 | 3 | 0 |
| Costa de Marfil      | 1 | 0 | 0 | 1 |
| Japón                | 4 | 1 | 0 | 3 |
| Lituania             | 3 | 3 | 0 | 0 |
| Luxemburgo           | 2 | 2 | 0 | 0 |
| Macedonia            | 3 | 3 | 0 | 0 |
| Malta                | 4 | 4 | 0 | 0 |
| México               | 3 | 2 | 1 | 0 |
| Países Bajos         | 3 | 0 | 0 | 3 |
| Nigeria              | 1 | 1 | 0 | 0 |
| Irlanda del Norte    | 2 | 1 | 1 | 0 |
| Noruega              | 2 | 1 | 0 | 1 |
| Paraguay             | 1 | 0 | 0 | 1 |
| Polonia              | 2 | 0 | 0 | 2 |
| Irlanda              | 2 | 1 | 0 | 1 |
| Rumania              | 2 | 1 | 0 | 1 |
| Rusia                | 7 | 1 | 4 | 2 |
| San Marino           | 2 | 2 | 0 | 0 |
| Eslovaquia           | 3 | 2 | 1 | 0 |
| Eslovenia            | 4 | 0 | 4 | 0 |
| Corea del Sur        | 5 | 1 | 3 | 1 |
| España               | 5 | 0 | 3 | 2 |
| Suiza                | 4 | 1 | 3 | 0 |
| Túnez                | 2 | 2 | 0 | 0 |
| Ucrania              | 2 | 0 | 0 | 2 |
| Estados Unidos       | 1 | 1 | 0 | 0 |
| Uruguay              | 2 | 1 | 1 | 0 |
| Gales                | 2 | 2 | 0 | 0 |

## Uniforme

### Marca
| Proveedor | Periodo   |
| --------- | --------- |
| Adidas    | 1994–2001 |
| Lotto     | 2002–2006 |

### Evolución

#### Local
| 1998-2000 | 2000-2002 | 2002-2003 | 2003-2004 | 2006 |

#### Visita
| 1998-2000 | 2000-2002 | 2002-2003 | 2003-2005 | 2006 |